# Contea di Saunders
La contea di Saunders (in inglese Saunders County) è una contea dello Stato del Nebraska, negli Stati Uniti. La popolazione al censimento del 2000 era di 19 830 abitanti. Il capoluogo di contea è Wahoo.